# Katunga
Le Katunga est un volcan de l'Ouganda.

## Géographie
Le Katunga est situé en Afrique de l'Est, dans le Sud-Ouest de l'Ouganda, dans la branche occidentale de la vallée du Grand Rift. Il est entouré par le lac Édouard à l'ouest, le lac Georges au nord et la ville de Bushenyi au sud.
Culminant à 1 707 mètres d'altitude, la montagne est constituée d'un cône non érodé d'un tuf particulier appelé katungite et couronné d'un cratère renfermant un lac. Formé à travers un socle de roches métamorphique, les pentes de ce volcan sont couvertes de schistes éjectés au cours d'éruptions et de deux coulées de lave émises par le côté nord-est du cratère en direction du nord et du nord-est.

## Histoire
L'âge exact du Katunga est inconnu mais l'absence de traces d'érosion et la présence de coulées de lave font qu'il semble être contemporain des cônes de tuf de Bunyaruguru qui datent de la fin du Pléistocène.